# Parapodi

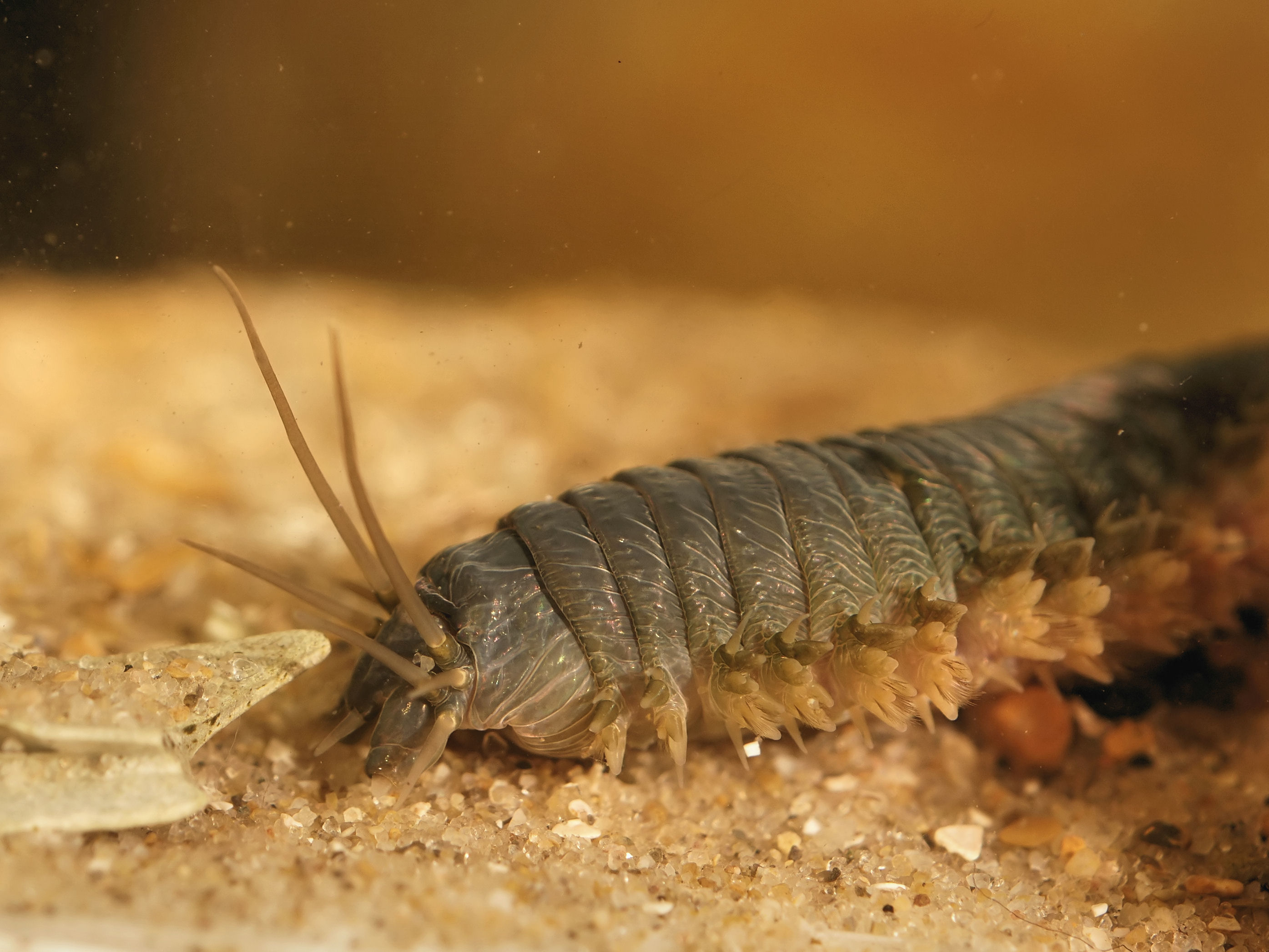
Parapodis de lAlitta virens

Els parapodis (del grec para, més enllà o al costat + podia, peus) són projeccions laterals, parelles i no articulades, que sobresurten dels cossos de dos grups diferents d'invertebrats, que són principalment marins. Aquestes estructures són característiques dels poliquets, i de nombrosos clades de cargols i llimacs marins.